# Rabita mohammadia des oulémas
La rabita mohammadia des oulémas est une association d’intérêt général marocaine créée par le roi Mohammed VI en 2006, dont la mission est de promouvoir un Islam tolérant et ouvert.

## Mission
La rabita mohammadia des oulémas a pour mission d'enseigner les prescriptions de la Charia islamique et diffuser les valeurs et préceptes de la religion islamique « dans le respect des principes du juste milieu et de la modération ».
Elle doit aussi « contribuer à l'animation de la vie scientifique et culturelle dans le domaine des études islamiques en améliorant les liens de coopération et les partenariats avec les universités et institutions scientifiques ».

## Historique
L'association est créée en février 2006 et est dirigée par Ahmed Abbadi.
En avril 2017, la Rabita mohammadia des oulémas signe avec l’UNICEF un plan d’action pour 2017 et 2018, afin de promouvoir les valeurs de tolérance, de modération et de résilience chez les adolescents et les jeunes du royaume chérifien.

## Polémique
En mars 2018, Asma Lamrabet démissionne de la Rabita des oulémas après dix ans d'affiliation à la suite d'une polémique déclenchée par une déclaration publique de Lamrabet concernant sa vision de l'égalité hommes-femmes dans certains aspects de la jurisprudence islamique sur l'héritage. Après cette polémique, l'essayiste marocaine a démissionné